# 勃艮第 (马恩省)
勃艮第（法語：Bourgogne，法語發音：[buʁɡɔɲ] ⓘ）是法国马恩省的一个旧市镇，属于兰斯区。勃艮第已于2017年1月1日起和相邻的弗雷讷莱兰斯合并为新市镇勃艮第-弗雷讷（Bourgogne-Fresne），勃艮第为政府驻地。

## 地理
勃艮第（49°20'58"N, 4°4'17"E）面积14.38 平方千米，位于法国大東部大區马恩省，该省份为法国东北部内陆省份，北起阿登省，西北接埃纳省，西南接塞纳-马恩省，南至奥布省，东南接上马恩省，东临默兹省。
与勃艮第接壤的市镇（或旧市镇、城区）包括：欧梅南库尔、贝特尼、布里蒙、弗雷讷莱兰斯、叙普河畔圣艾蒂安。

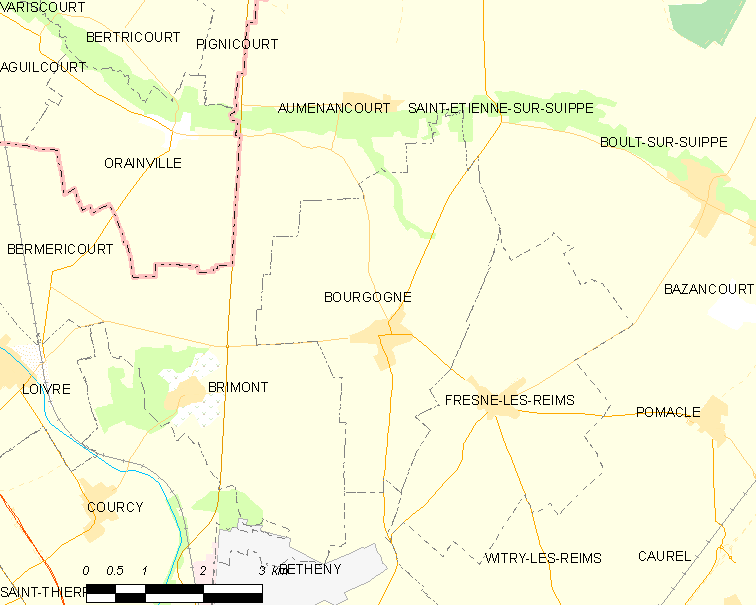
的OSM定位图

勃艮第的时区为UTC+01:00、UTC+02:00（夏令时）。

## 行政
勃艮第的邮政编码为51110，INSEE市镇编码为51075。

## 政治
勃艮第所属的省级选区为勃艮第-弗雷讷县。

## 人口

1962-2008年间人口变化图示

勃艮第于2018年1月1日时的人口数量为988人。